# Pycnoscelus vietnamensis
Pycnoscelus vietnamensis es una especie de cucarachas del género Pycnoscelus, familia Blaberidae. Se ubica en Vietnam.

## Historia
Fue descrito por primera vez en 2002 por Anisyutkin.